# Nižná Myšľa

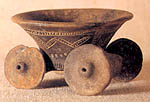
Nižná Myšľa

Nižná Myšľa (Hongaars: Alsómislye) is een Slowaakse gemeente in de regio Košice, en maakt deel uit van het district Košice-okolie.
Nižná Myšľa telt 1.499 inwoners.